# Од (коммуна)
Од (фр. Audes) — коммуна во Франции, находится в регионе Овернь. Департамент коммуны — Алье. Входит в состав кантона Эриссон. Округ коммуны — Монлюсон.
Код INSEE коммуны — 03010.

## Население
Население коммуны на 2008 год составляло 463 человека.
| 1962 | 1968 | 1975 | 1982 | 1990 | 1999 | 2008 |
| ---- | ---- | ---- | ---- | ---- | ---- | ---- |
| 414  | 476  | 409  | 470  | 461  | 451  | 463  |

## Экономика
В 2007 году среди 282 человек в трудоспособном возрасте (15—64 лет) 184 были экономически активными, 98 — неактивными (показатель активности — 65,2 %, в 1999 году было 64,1 %). Из 184 активных работали 166 человек (90 мужчин и 76 женщин), безработных было 18 (6 мужчин и 12 женщин). Среди 98 неактивных 27 человек были учениками или студентами, 30 — пенсионерами, 41 были неактивными по другим причинам.

## Достопримечательности
- Замок Крет с часовней XIV века.
- Замок Прёйе XIX века в нео-ренессанском стиле. Прямоугольное главное здание с пятью пролётами в окружении двух угловых башен, увенчанных коническими крышами.
- Церковь Сен-Дени XIX века с красивыми витражами.
- Часовня Марьен, открыта в 2011 году.
- Канал Берри. В 2010 году, после реконструкции, открылся музей канала Берри.